# Elizabeth: la edad de oro
Elizabeth: la edad de oro es una película histórica del año 2007, ganadora de un Oscar y secuela del filme Elizabeth. Está protagonizada por Cate Blanchett, Geoffrey Rush y Clive Owen, con la participación antagónica de Samantha Morton y Jordi Mollà como María Estuardo y Felipe II de España, respectivamente, y basada en los acontecimientos que tuvieron lugar durante el reinado de Isabel I de Inglaterra. Está escrita por William Nicholson y Michael Hirst, producida por Working Title Films y dirigida por Shekhar Kapur. La música fue compuesta por Craig Armstrong y A. R. Rahman.
Fue filmada en los Shepperton Studios y en varias locaciones del Reino Unido con un costo estimado de producción de 50 a 60 millones de dólares.
Su estreno mundial se realizó el 9 de septiembre de 2007 en el Festival Internacional de Cine de Toronto.

## Argumento
Año 1585: España, gobernada por Felipe II, es en estos momentos la nación más poderosa del mundo. Sus relaciones con la Inglaterra protestante de Isabel I son tensas y más aún cuando se descubre que varios de los galeones españoles son atacados por piratas ingleses.
Mientras tanto, en la corte inglesa, la reina Isabel (Cate Blanchett) es presionada por su consejero Francis Walsingham (Geoffrey Rush) para que contraiga matrimonio y tenga descendencia. El tiempo pasa (Isabel I nació en 1533) y, sin herederos, el trono pasará a su prima, María Estuardo (Samantha Morton), defensora de la causa católica. De esta forma, se le presentan a la reina retratos de los distintos príncipes y monarcas de Europa dispuestos a casarse con ella. Estos incluyen a Iván el Terrible, Erico de Suecia, Carlos II de Estiria, Archiduque de Austria, y un príncipe francés. Como es ya costumbre, Isabel se niega a contraer matrimonio con cualquiera de ellos y declara no querer compartir su poder con un consorte.
En este contexto, Walter Raleigh (Clive Owen) se presenta en la corte isabelina, habiendo vuelto del Nuevo Mundo, para presentar sus respetos a la reina y ofrecerle algunas de las riquezas que ha traído consigo como: la patata, el tabaco y dos indígenas de América. Raleigh también le ofrece oro que ha obtenido de los barcos españoles que, según clama irónicamente, no pudieron continuar su viaje. Ante esta situación, los embajadores españoles presentes en la corte inglesa protestan por su pérdida y exigen a la reina que no acepte a piratas como Raleigh en palacio. Así, Isabel acepta los productos americanos y ordena que se trate a los indígenas con todos los honores, pero rechaza el oro español. De hecho, Isabel se siente atraída por Raleigh. Le gustan sus historias de aventuras en el mar y le pide a su doncella favorita, Elizabeth Throckmorton (Abbie Cornish) (apodada Bess), que lo observe. Sin embargo, Bess también encuentra a Raleigh un hombre interesante y, en secreto, comienza una aventura con el corsario-explorador.
Al mismo tiempo, un grupo jesuita de Londres conspira con Felipe II para asesinar a Isabel y reemplazarla en el trono por María de Escocia. Walsingham avisa a la reina de la creciente influencia de España en su territorio y de las conspiraciones católicas contra su vida. De hecho, Walsingham se entera por su hermano, quien es papista, de la existencia de un complot contra Isabel. Con la intercepción de varias cartas, la red de espionaje de la corte descubre, además, la connivencia de María Estuardo con la corte española para la caída de Isabel. Ante esta situación, y a pesar de su creencia en la libertad de culto, Isabel ordena la detención y ejecución de todos los conspiradores entre los que se encuentra su prima, María, quien mantenía correspondencia secreta con los jesuitas desde el castillo donde estaba recluida, en Northamptonshire. También el primo de Bess se encuentra entre los condenados, hecho que hace que la relación entre Raleigh y Bess se estreche aún más. Finalmente, la reina también se enfrenta a los diplomáticos españoles a quienes pide cuentas de la conspiración y quienes responden aparentando completa ignorancia y acusando a Isabel de aceptar el oro que los piratas ingleses roban a los españoles. Al final, Isabel I acaba despidiendo a los representantes españoles de la Corte.
La ejecución de María Estuardo, no obstante, resulta ser parte del plan de los católicos. Demasiado tarde, Walsingham se da cuenta de que Felipe II nunca había querido llevar al trono inglés a una reina francesa ya que María era, en realidad, más francesa que escocesa y Francia era, en aquellos momentos, el mayor rival de España. Por el contrario, Felipe pretendía utilizar la muerte de María como excusa para conseguir la aprobación papal para ir a la guerra contra Inglaterra y conseguir la Corona inglesa para su joven hija Isabel. Así empieza en España la construcción de la Armada Invencible para la cual Felipe II tiene que cortar numerosos árboles de los bosques españoles. Al mismo tiempo, en Inglaterra, Isabel prepara también a sus hombres para una invasión inminente y pide a Raleigh que no parta al Nuevo Mundo y la ayude a combatir al enemigo para lo cual le nombra Jefe de la Guardia Real.

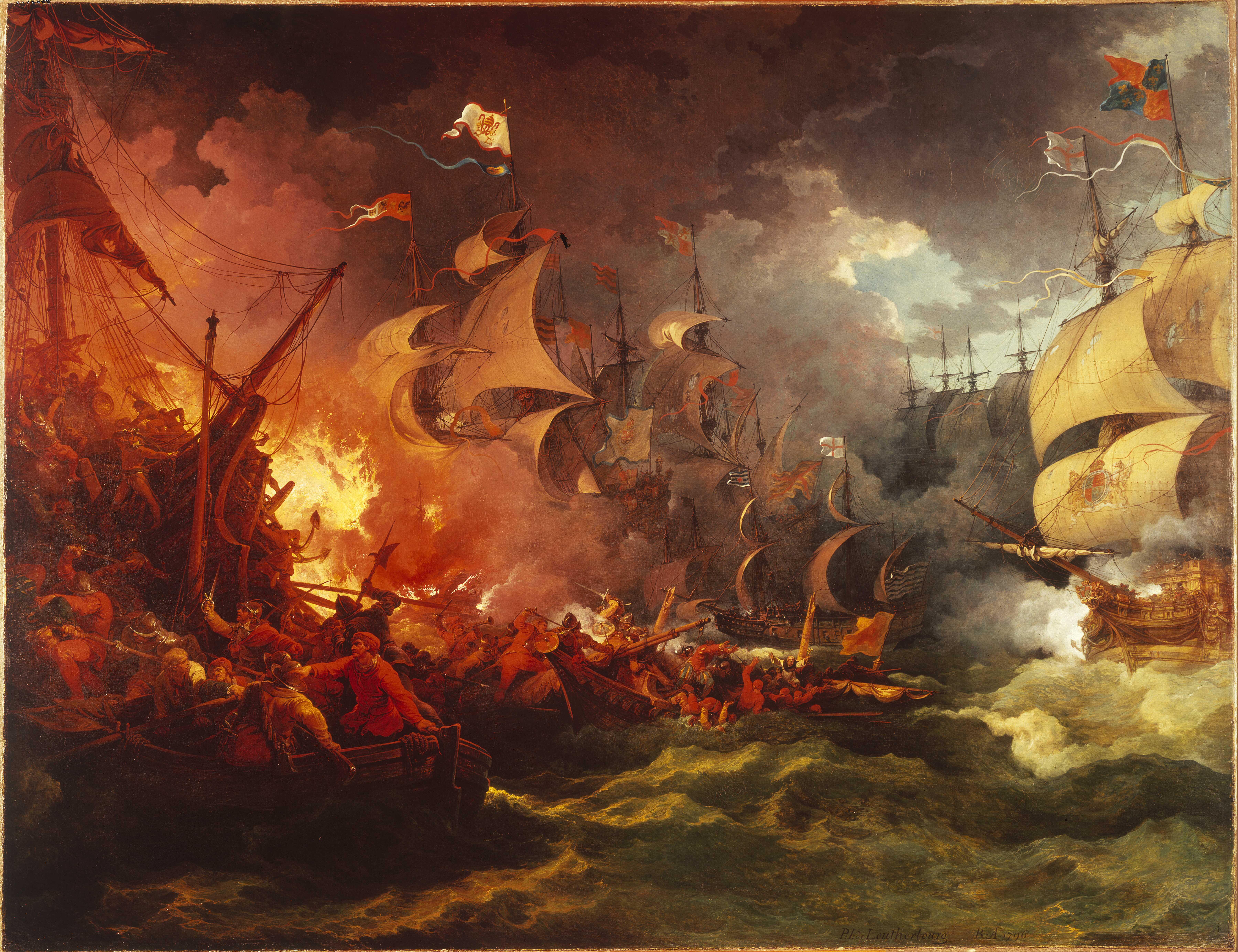
Derrota de la Armada Invencible.

En este contexto, Bess Throckmorton descubre que está embarazada de Raleigh. Después de hacerle partícipe de la nueva, ambos deciden casarse en secreto para no levantar las sospechas de la reina. Sin embargo, Isabel I acaba enterándose de la noticia y, encolerizada, se enfrenta a la pareja recordándoles que no podían casarse sin el consentimiento real. Sintiéndose traicionada, Isabel destierra a Bess de la Corte y encarcela a Raleigh por seducir a una de sus doncellas. De hecho, tal y como se muestra en la película, Isabel I estaba enamorada de Raleigh y desde que había terminado su joven relación con Robert Dudley se había prácticamente negado a los hombres. Además, en Bess, ella veía a una mujer que podía hacer lo que a ella no le estaba permitido, haciéndola sentirse celosa de su doncella. Con todo, pronto se da cuenta de su error y se reconcilia con ambos.
Mientras tanto, la Armada española se acerca a Inglaterra por el Canal de la Mancha. Isabel organiza sus tropas y Raleigh se une a Sir Francis Drake para defender la isla. La flota española supera ampliamente en número a la flota inglesa. No obstante, en el último momento, sopla una fuerte tormenta en el Canal que deja diezmada la Armada. A estos hechos se añade la resistencia británica, capaz de disparar cañones contra los barcos españoles y prenderles fuego usando sus propios barcos como proyectiles incendiarios. Isabel, pues, consigue devastar el plan de Felipe II y mantenerse en el trono mientras contempla desde los alcantilados de la costa inglesa la flota española en llamas. Felipe, por su parte, vivió uno de los episodios más humillantes de la historia bélica de España. 
La película termina con la visita de la reina a Raleigh y Bess en su casa y la bendición que otorga a su primogénito. En este punto y con el niño en brazos, Isabel I sonríe y se "resigna" a su papel de Reina Virgen y madre de todos los ingleses.

## Reparto
- Cate Blanchett como Isabel I de Inglaterra.
- Geoffrey Rush como Sir Francis Walsingham.
- Clive Owen como Walter Raleigh.
- Abbie Cornish como Isabel Throckmorton.
- Samantha Morton como María, Reina de los Escoceses.
- Jordi Mollà como Felipe II de España.
- Joseph Fiennes como Robert Reston.
- Eddie Redmayne como Anthony Babington.
- Tom Hollander como Sir Amyas Paulet.
- David Threlfall como Dr. John Dee
- Adam Godley como William Walsingham.
- Laurence Fox como Christopher Hatton.
- William Houston como Don Guerau de Spes.
- Christian Brassington como Archiduque Carlos de Austria.

## Precisión histórica
Como en la primera película, algunos de los hechos y detalles históricos fueron cambiados por los guionistas para adecuarlos al argumento. En relación con ello, la actriz principal, Cate Blanchett, comentó: "Es terrible que se crezca con este montón de niños ignorantes, a quienes, de alguna manera, se les enseña que una película es un hecho cuando, de hecho, es sólo invención. Afortunadamente, una película histórica inspira a algunas personas a leer sobre historia. Pero, al final, es sólo un trabajo de historia y selección".
Internacionalmente, todas las Academias de la Historia expresaron con unanimidad que la película carecía del menor rigor histórico, excepto, lógicamente, la británica.
Entre los cambios artísticos que se incluyen en la cinta cabe destacar los siguientes:
- La denominación "Armada Invencible" fue acuñada en Inglaterra, y aprovechada por la propaganda antiespañola para emplearla en la Leyenda Negra. En ningún momento Felipe II la bautizó con ese nombre tan petulante, como es de esperar del que llamaban "el Rey Prudente". De hecho, un año más tarde, en 1589, la denominada Invencible Inglesa, una armada británica aún mayor que la española de 1588, intentó destruir los barcos supervivientes de la Empresa de 1588, anclados en Santander en tareas de reparación. Además pretendía destronar a Felipe II como rey de Portugal y conquistar el archipiélago de las Azores. La flota inglesa falló en todos sus objetivos en un desastre naval sin precedentes que solo sería igualado, en 1741, en el fatal desastre del Sitio de Cartagena de Indias. La derrota inglesa en la empresa de 1589 destrozó por completo la popularidad del pirata Francis Drake, al mando de la armada.
- El palacio español que aparece en el filme presenta interiores de estilo bizantino o paleocristiano y exteriores semejantes al Monasterio de El Escorial. Sin embargo el Monasterio, tanto en sus exteriores como sus interiores, es de estricto estilo renacentista español, por lo que esta mezcla resulta errónea. Además, el exterior tampoco concuerda con ninguna de las fachadas del Monasterio.
- Se muestra al monarca español como un ser fanático, despótico, criminal, imperialista y genocida, en la línea de la historiografía inglesa. Camina dificultosamente y acompañado siempre de un séquito de monjes y sacerdotes, lo que va muy acorde con la idea que pretende transmitir la película sobre Felipe II.
- William Cecil, el 1.er Barón de Burghley y uno de los más leales consejeros de la reina, fue omitido en esta cinta. Al igual que tampoco hay ninguna mención a Robert Dudley, Sir Robert Cecil, o Robert Devereux, II conde de Essex, todos los cuales fueron mucho más significativos al final del Reinado de Isabel I que Raleigh.
- La reina Isabel I de Inglaterra se muestra en la película como una persona tolerante con las creencias religiosas. Sin embargo, en realidad, mientras que ordenó que no se persiguiera a los fieles católicos, no hizo lo mismo con sus sacerdotes los cuales podían ser colgados, arrastrados y descuartizados solo por el hecho de ser lo que eran. Algo que incluso fue codificado en varias leyes entre las cuales cabe mencionar la Act against Jesuits, seminary priests and such other like disobedient persons de 1585.
- Cuando Sir Walter Raleigh entró en la corte isabelina, la soberana tenía cerca de 53 años. Por lo que no podía ser tan fascinante como Cate Blanchett con sus 38 años. Tampoco es posible, en consecuencia, que recibiera a numerosos pretendientes con el objeto de casarse y tener descendencia, tal y como se muestra al principio de la película. De hecho, Erico de Suecia anuló su propuesta matrimonial después de que su viaje a Inglaterra fuera interrumpido por la muerte de su padre en 1560, cuando Isabel sólo tenía 27 años de edad. Por no mencionar que el mismo Erik falleció el año 1577, bastante antes de la fecha en la que nos sitúa la película. Algo que también aconteció a Iván el Terrible en 1585. Y, por otro lado, Carlos II de Austria no era aún un adolescente en 1585 sino que ya tenía unos 45 años y era un hombre casado con once hijos a su cargo. Estas escenas, en cambio, sí que tuvieron lugar al principio del Reinado de Isabel.
- Raleigh se presenta ante la reina anunciando su descubrimiento de los territorios de Virginia y comenta haberlos bautizado con tal nombre en su honor. Efectivamente, ello sucedió en 1585, pero el ingreso de Raleigh en la corte inglesa fue un año más tarde.
- Además Raleigh se presenta ante la reina con una ofrenda de patatas o papas (Solanum tuberosum), cuando en realidad fue Thomas Hariot hacia 1586 el que llevó ejemplares del tubérculo a Inglaterra.
- Raleigh nunca partió al encuentro de la Armada Invencible, tal y como se hace creer en la cinta. El papel de Raleigh en la defensa contra la Armada española fue relativamente menor de lo que se nos enseña. En cambio, el que sí tuvo un papel esencial en la victoria inglesa y, en cambio, prácticamente no se puede apreciar en la película fue Sir Francis Drake, una de las figuras clave en la batalla.
- La Armada española, en realidad, se dirigió al norte de Europa con el objetivo de apoyar a sus tropas estacionadas en Holanda y no para atacar directamente a Inglaterra como viene a sugerir el filme. Por lo tanto, no es posible que la flota inglesa fuera torpedeada por la Armada, tal y como da a entender Lord Howard en un momento culminante del filme. Howard, además, comenta: «Estamos perdiendo demasiados buques». Sin embargo, en la práctica, ni un solo buque inglés se predió durante el conflicto. La tormenta que destruyó la flota española los sorprendió en la costa oeste de Irlanda, cuando estaban intentando volver a sus puertos de origen.
- Felipe II tuvo tres hijas: Isabel Clara Eugenia y Catalina Micaela (nacidas respectivamente el 1566 y el 1567), y María, quien nació en 1580 pero murió a los tres años de edad. Por lo tanto, la princesa que sale en la película no puede ser otra que Isabel Clara Eugenia aunque, en aquella época, ella no era una adolescente sino ya una veinteañera.
- Felipe II, como se percibe en los retratos de Tiziano, tenía los ojos castaños y el pelo rubio. En cambio, el actor que lo interpreta, Jordi Mollà, tiene los ojos claros y el pelo castaño. Además fue un monarca caracterizado por la prudencia y nunca dio muestras de debilidad o derrota.
- En una escena inicial de la película se entrevé un ejemplar de West Highland white terrier, raza canina introducida en Europa hacia el año 1870, siendo cerca de tres siglos más tarde de los eventos narrados en la historia.
- El retrato de Iván el Terrible que se muestra a la reina al principio de la película fue de hecho pintado por Víktor Vasnetsov en 1897.
- Sir Francis Walsingham solo era un año mayor que la Reina, por lo que no es posible que hubiera la diferencia de edad que hay entre Cate Blanchett y Geoffrey Rush. Tampoco es posible que descubriera el complot para matar a la reina gracias su hermano, William Walsingham, ya que, en la vida real, William nunca existió.
- La cinta muestra una impresionante escena en la que se ve a la reina guiando a sus tropas en Tilbury sentada a horcajadas encima de un corcel blanco y llevando armadura y espada. Históricamente, sin embargo, la imagen dada por la reina fue un poco menos agraciada y mucho menos la imagen de reina guerrera que se observa en la película ya que, a la hora de la verdad, Isabel I solo montó a sentadillas llevando un garrote. Ella misma lo comentó en su discurso a las tropas de Tilbury utilizando, probablemente, una de sus frases más célebres: «Sé que tengo el cuerpo de una débil y enclenque mujer, pero tengo el corazón y el estómago de un rey...». Una frase que, por cierto, se omite en la ficción.
- Asimismo, el filme muestra a los representantes españoles y otros miembros de la Corte llevando espadas durante sus audiencias con Isabel. No obstante, debido a los numerosos intentos de asesinato a los que tuvo que hacer frente, solo los miembros de la Guardia Real tenían permitido llevarlas cerca de ella.
- Los retratos contemporáneos de Isabel I son testimonio de que la reina había heredado los ojos color ámbar de su madre. No obstante, debido a cierta sensibilidad visual de Cate Blanchett, que no le permitió utilizar lentes de color, el personaje de Isabel acaba teniendo los ojos azules ya que estos son los ojos naturales de la actriz.
- En el inicio de la película, Isabel y sus acompañantes cruzan el Puente de los Suspiros del St John's College, de Cambridge, el cual, en realidad, no fue construido hasta 1831.
- La filmación sitúa el castillo de Fotheringay en el centro de un lago, rodeado por las Highlands escocesas. Pero, Fotheringhay es, de hecho, un pueblo ubicado en una reducida parte de Northamptonshire, en el centro de Inglaterra. Hablando con el periódico Northants Evening Telegraph, el asesor histórico del equipo cinematográfico, Justin Pollard, negó que se quisiera adornar el papel del condado en la historia defendiéndose con el hecho de que en la actualidad el castillo de Fotheringhay ya no existe. Por ello, se tuvo que rodar en el castillo de Eilean Donan, el cual tiene ciertas reminiscencias con el castillo de Lochleven, donde María vivió varios años.
- En la cinta, Anthony Babington se encara a Isabel en el altar de la Antigua Catedral de San Pablo con un arma de fuego llena de pólvora, aunque no la llegó a disparar. El verdadero complot Babington contra la reina, sin embargo, fue desmantelado mientras era planeado.
- El embarazo de Bess Throckmorton, el cual condujo a una boda secreta con Sir Walter Raleigh y el nacimiento de su hijo Damerei, en realidad ocurrió el verano de 1591, tres años después de la Armada invencible, no inmediatamente antes. Poco después de su nacimiento, el bebé fue puesto al cargo de una ama de crianza, quien no pudo impedir su fallecimiento después de eso.
- María de Escocia fue, desde luego, proclamada reina, descendiente de la realeza francesa y escocesa y madre de Jacobo VI de Escocia (posteriormente conocido también como Jacobo I de Inglaterra). Como prima real de la reina Isabel (ambas descendían de Enrique VII). María, en la práctica, tenía un derecho legítimo al trono inglés, convirtiéndose en un auténtico desafío para Isabel, ya que contaba con el apoyo de un importante grupo de ingleses católicos.
- La mayoría de escenas se sitúan en catedrales, cuando lógicamente deberían tener lugar en palacios.

## Crítica
La película, en general, recibió comentarios negativos por parte de la crítica estadounidense.
Roger Ebert, del Chicago Sun-Times, escribió sobre ella que había quedado «empequeñecida por su esplendor». Concretó que tiene escenas «donde los trajes son tan suntuosos, los escenarios tan amplios y la música tan insistente que perdemos perspectiva de los personajes que hay detrás del resplandor de la producción». En la misma línea, Manohla Dargis, de The New York Times, la definió como «una extravagancia kitsch (...) intencionadamente poco seria e involuntariamente risible, un melodrama pasado (...) con un discutible trasfondo contemporáneo».
Evidentemente, destaca en la cinta la labor de vestuario de Alexandra Byrne, que puede dar en ocasiones cierta sensación de bochorno por una película recargada por sedas y tules. No obstante, la mayor parte de la prensa coincidió en que esta «atrevida última historia de la saga de la reina del siglo XVI era espectacular de contemplar »(Ruthe Stein: San Francisco Chronicle). Poco importan, pues, las licencias narrativas que se toman los guionistas en el momento de describir estos acontecimientos, en pos de un mayor efecto dramático. «Aunque esta secuela de Elizabeth (1998) es menos defendible históricamente, como florido drama de época es igual de entretenido» (J.R. Jones: Chicago Reader). En todo caso, quizás lo que sucede es que, en realidad, al igual que sucedía con la primera película, la sublime «interpretación de Cate Blanchett, secundada por un magnífico Geoffrey Rush y una espléndida Samatha Morton, vuelve a demostrar que es una de las mejores actrices de su generación» (Miguel A. Delgado: La Butaca).

## Premios
De los éxitos obtenidos destacan principalmente:
Premios Óscar
| Año  | Categoría                          | Persona         | Resultado |
| ---- | ---------------------------------- | --------------- | --------- |
| 2008 | Oscar a la mejor actriz            | Cate Blanchett  | Nominada  |
| 2008 | Oscar al mejor diseño de vestuario | Alexandra Byrne | Ganadora  |

Globos de Oro
| Año  | Categoría                              | Persona        | Resultado |
| ---- | -------------------------------------- | -------------- | --------- |
| 2008 | Globo de Oro a la mejor actriz - Drama | Cate Blanchett | Nominada  |

Premios Sant Jordi
| Año  | Categoría               | Persona        | Resultado |
| ---- | ----------------------- | -------------- | --------- |
| 2007 | Mejor actriz extranjera | Cate Blanchett | Ganadora  |